# オランダ

オランダ
Nederland

国の標語：
Je Maintiendrai（フランス語）
Ik zal handhaven（オランダ語）
（翻訳: 我、守り続けん）
国歌：Wilhelmus van Nassouwe（オランダ語）
ヴィルヘルムス・ファン・ナッソウエ

オランダ（オランダ語: Nederland 発音: [ˈneːdərlɑnt], [ˈneɪ̯dərlɑnt] ( 音声ファイル), 西フリジア語: Nederlân, パピアメント語: Hulanda）は、西ヨーロッパに位置する立憲君主制国家。東はドイツ、南はベルギーと国境を接し、北と西は北海に面する。ベルギー、ルクセンブルクと合わせてベネルクスと呼ばれる。憲法上の首都はアムステルダムだが、王宮や政府官庁はデン・ハーグにあり、こちらが事実上の首都となっている。
カリブ海のアルバ、キュラソー、シント・マールテンと共にオランダ王国を構成している。それ以外にも、カリブ海に海外特別自治領としてBES諸島と呼ばれる、ボネール島、シント・ユースタティウス島、サバ島がある。
オランダは世界において、報道の自由、経済的自由、人間開発指数、クオリティ・オブ・ライフの最上位国の一つである。2019年では、世界幸福度報告では世界第5位、一人あたりGDPでは世界第7位、人間開発指数で10位であった。2024年には、積極的平和指数で世界第9位となった。

## 概要
同国は、古くより他国で思想・信条を理由として迫害された人々を受け入れることで繁栄してきたという自負があるため、何ごとに対しても寛容であることが最大の特徴といえる。日本にとっては、徳川幕府による鎖国政策に際し、キリスト教の布教活動禁止という条件に欧州諸国で唯一応じ、長崎の出島を介した貿易を通じて欧州の近代文明を蘭学という形で日本にもたらし、明治維新後の急速な近代化を推し進める礎となった。
また、カトリック国として2002年にインドネシアからの独立を果たした東ティモールとは異なり、東インド会社によるインドネシア統治に際しても、キリスト教ではなくイスラームの普及をむしろ領地拡大のテコとして利用した程である。2022年の今日も、ほかの欧州諸国に比して実に多くの移民が、その暮らしやすさのために、合法・非合法を問わず在住している。合法的に入国を果たしたEU域外からの移民については、オランダ語講習、社会化講習、就職相談をセットにした、いわゆる「市民化講習」の実施を他のヨーロッパ諸国に先駆けて行うなど、一定の移民対策も講じている。
しかし、イスラーム系住民の中ではイスラーム過激派が力を伸ばし、著名な映画監督テオ・ファン・ゴッホなどの暗殺事件やプロテスタント教会の焼き討ち事件などが頻繁に起こるようになっている。このためイスラーム系住民に対する反感が増大して、イスラーム移民の排斥を掲げる極右政党自由党が勢力を伸ばし、自由党が閣外協力する現政府もイスラーム系移民の規制やムスリムの衣装であるブルカの禁止などの政策を採用するようになった。EU憲法の国民投票での否決にも、このような感情が反映されているとされる。
一方、大麻等ソフトドラッグの販売・所持・使用、積極的安楽死が認可されており、いくつかの欧州諸国とともに合法化されている。もっとも、ソフトドラッグに関しては当局により設けられた規則に従い厳格な管理・監視がなされており（コーヒーショップと呼ばれる店でのみ認められている）、バルケネンデ政権の時代は一部見直しも検討していた。また、安楽死についても依然として見直しの議論が続いている。
1991年には刑法が改正され、16歳以上でポルノ出演、性行為が適法とされる。これに基づき、国の許可を得れば管理売春も合法である（事実、売春を国の管理の下で合法化したことで衛生状態の向上が図られており、性感染症感染率も低下したとの結果が挙げられている）。また税収増加、売春に従事する女性達の保護の充実などが実現したとも言われている。
このようなことから世界有数の「性の解放区」として知られているものの、性犯罪をすれば容赦なく逮捕されることには他国となんら変わりがない。またこれらの行為に関わることはそれなりにリスクも大きいので、自由な一方で自己責任で行動しなくてはならない国だとも言える。

## 国名
国名および通称はオランダ語で Nederland（ネーデルラント）。これは「低地の国」｢低地地方」を意味する普通名詞に由来するため、基本的に定冠詞をつける必要がある。通称の "Nederland" は、オランダ王国の欧州における国土を意味するため単数形で、正式名称に使われている「de Nederlanden」は、海外領土を含めた概念のため複数形である。ゲルマン系言語ではドイツ語で die Niederlande、ラテン系言語ではフランス語で les Pays-Bas、スペイン語で los Países Bajos、イタリア語で i Paesi Bassi（いずれも語義は同じ）。いずれも複数形であるのは、伝統的に現在のベネルクス三国のある低地地域一帯の領邦群の歴史的総称を受け継いでいるからである。なお、複数形ではあるものの、英語やスペイン語など言語によっては、しばしば集合名詞あるいは「王国」を略したものとして単数扱いされる。
俗称の「Holland（ホラント）」もよく使われるが、これはスペインの支配に対して起こした八十年戦争で重要な役割を果たしたホラント州（現在は南北2州に分かれる）の名に由来し、固有名詞であるため冠詞がつかない。
公式の英語表記は、the Netherlands（ザ・ネザーランズ）。形容詞および名詞形の Dutch（ダッチ）は、元来ドイツ（Duitsch）を指し、同国の支配から脱した17世紀以降オランダ（人、語）を意味するものに変わっていった。ただし、歴史的に英蘭間で貿易や海外進出をめぐって激しい競争と対立が発生したことから、軽蔑のニュアンスが強く、｢Netherlander」や「Hollander」が用いられることもあるが、オランダ政府は公式に「Dutch」を使い、民間企業も「Dutch」を使用している。
日本語の表記はオランダ。漢字表記は、和蘭、和蘭陀、阿蘭陀、荷蘭陀、荷蘭、尼徳蘭（ネーデルラントの音訳）と表記され、蘭と略される。由来はポルトガル語における「ホラント」の表記「Holanda [ɔˈlɐ̃dɐ]」が、戦国時代に来航したポルトガル人宣教師によってもたらされたことによる。
オランダ政府は、2020年1月1日をもって、国名としての「ホラント」の使用を廃止し、オランダ外務省も諸外国にこの通称から変更し「ネーデルラント」とするよう呼びかけている。なお、日本のオランダという呼称については、日本語の言葉として定着していることから変更は求めないとしている。

## 歴史

### 独立から18世紀
元来、現在のベネルクス地方は神聖ローマ帝国の領域の一部で、毛織物産業や海上貿易により栄えていた。15世紀末からスペインを本拠とするハプスブルク家の領土（家領）となった。宗主国スペインによる重税政策に対する反発とともに、主に現在のオランダ地域を中心とするネーデルランド北部地方の宗教は利潤追求を求めるカルヴァン派が多数を占めていたため、カトリックを強制する宗主国スペインとの間で1568年にオランダ独立戦争が勃発した。このため、オランダの近代史は、通常、オランダ連合州がスペインからの独立を宣言した1579年から始まる。しかし、戦争の長期化により、カトリック教徒の多かった南部10州（現在のベルギーとルクセンブルク）は、独立戦争から脱落した。この八十年戦争の結果、1648年のヴェストファーレン条約で独立を承認された。
17世紀初頭以来、ネーデルラント連邦共和国は東インドを侵略してポルトガルから香料貿易を奪い、オランダ海上帝国を築いて黄金時代を迎えた。英蘭戦争に重なってオランダ侵略戦争が起こり、本土へ災禍をもたらした。しかしウィレム3世総督時代に、ルイ14世の出したフォンテーヌブローの勅令が中産ユグノーを共和国へ大挙亡命させた。彼らの力により、独立戦争からすでに卓越していた繊維・染料産業がさらに進歩した。加えてデルフトの陶器とアムステルダムのダイヤモンド加工も世界に知られた。ウィレム3世は名誉革命でイギリスへ渡った。
フランス革命が勃発すると、革命軍が侵入しバタヴィア共和国が成立した。バタヴィアは1806年、ナポレオンの弟ルイ・ボナパルトを国王とするホラント（オランダ）王国に変えられた。さらに1810年フランスの直轄領として併合された。

### 19世紀から二次大戦まで
ナポレオン戦争後のウィーン会議ではこれまでオーストリア領であった南ネーデルラント（現在のベルギー・ルクセンブルク）を含むネーデルラント王国が成立し、オラニエ＝ナッサウ家が王位に就いた。
オランダ全土の労働者人口と南ネーデルラント農民の大部分はカトリック信者であった。南ネーデルラントを統合しようとするとき、王に対しカトリックの聖職者はウィレム1世と憲法に反対した。オランダは残された東インド植民地（オランダ領東インド、今日のインドネシア）で過酷な搾取を行った。
1830年、カトリックと自由主義者による独立戦争が起こる。1839年、オランダはベルギーの独立を承認した。
1873年（明治6年）には岩倉使節団がオランダを訪問しており、当時のロッテルダム・ハーグ・アムステルダムなどの様子が『米欧回覧実記』に、一部イラストつきで詳しく記されている。
19世紀後半から20世紀初頭のオランダ社会は、政治的にはカトリック・プロテスタント・社会主義・自由主義という4つの柱で組み立てられていった。オランダは第一次世界大戦で中立を維持したが、そのときから1960年代まで存在していたオランダの社会システムは「柱状化（verzuiling）社会」と呼ばれた。政党を中心として、企業・労組・農民・大学・銀行・マスメディアその他にわたり、徹底的に4つの柱で住み分けと縦割りがなされた。（→多文化社会 ）
1921年、ハーグに国際司法裁判所が設置された。相対的安定期、オランダのゾイデル海開発が進められた。

### 第二次世界大戦とその後
第二次世界大戦では中立を宣言するも1940年5月10日未明、ナチス・ドイツはオランダと隣国のベルギーに侵攻を開始した（オランダにおける戦い）。複数のオランダの飛行場や各都市の後背に対し空挺兵を降下させて占拠。奇襲作戦は成功して、オランダは1週間あまりの戦いで敗北、王族はイギリスに亡命した。その後、亡命政権は1941年に中立を破棄し日本に宣戦布告するが、東インド植民地はまもなく日本軍に占領されている。オランダ本国はドイツによる軍政が敷かれた。
この時期に、「アンネの日記」で有名となるフランク一家など多くのユダヤ人がホロコーストに遭い、強制収容所へ送られている。オランダ本土については、1944年9月に連合軍がマーケット・ガーデン作戦を実施してアイントホーフェンおよびその周辺地域を解放するが、アムステルダムを含めた多くの地域の解放は、1945年春にドイツが降伏してからである。東インド植民地は夏に日本軍が撤退し、その後は再びインドネシアに侵攻してインドネシア独立戦争を戦った。
戦後国力が低下していたうえに、これまでの過酷な植民地支配に憤慨したインドネシア独立勢力を抑えることはできなかった。国際世論の支持も得られず、アメリカや国際連合の圧力もあって独立を承認せざるを得なくなり、結果として国際的地位の低下を招いた。戦争の終盤、ウィレム・ドレースが首相を務めていた。
1960年から水路問題が段階的に解決された。
1964年、王女イレーネがカルロス・ウゴ・デ・ボルボン＝パルマと結婚し、王位継承権を放棄した。2年後、ベアトリクス王女がクラウス・フォン・アムスベルクと結婚し、国民から怒りを買った。1967年、アントウェルペンが運河でライン川と結ばれた。
1973年からの労働党連立政権において新旧両宗派が支持を失い、1980年に大合同してキリスト教民主アピールとなった。
1992年、ベネルクス3国として欧州共同体の創設メンバーとなり、欧州連合に発展させた。

### オランダとアジア植民地

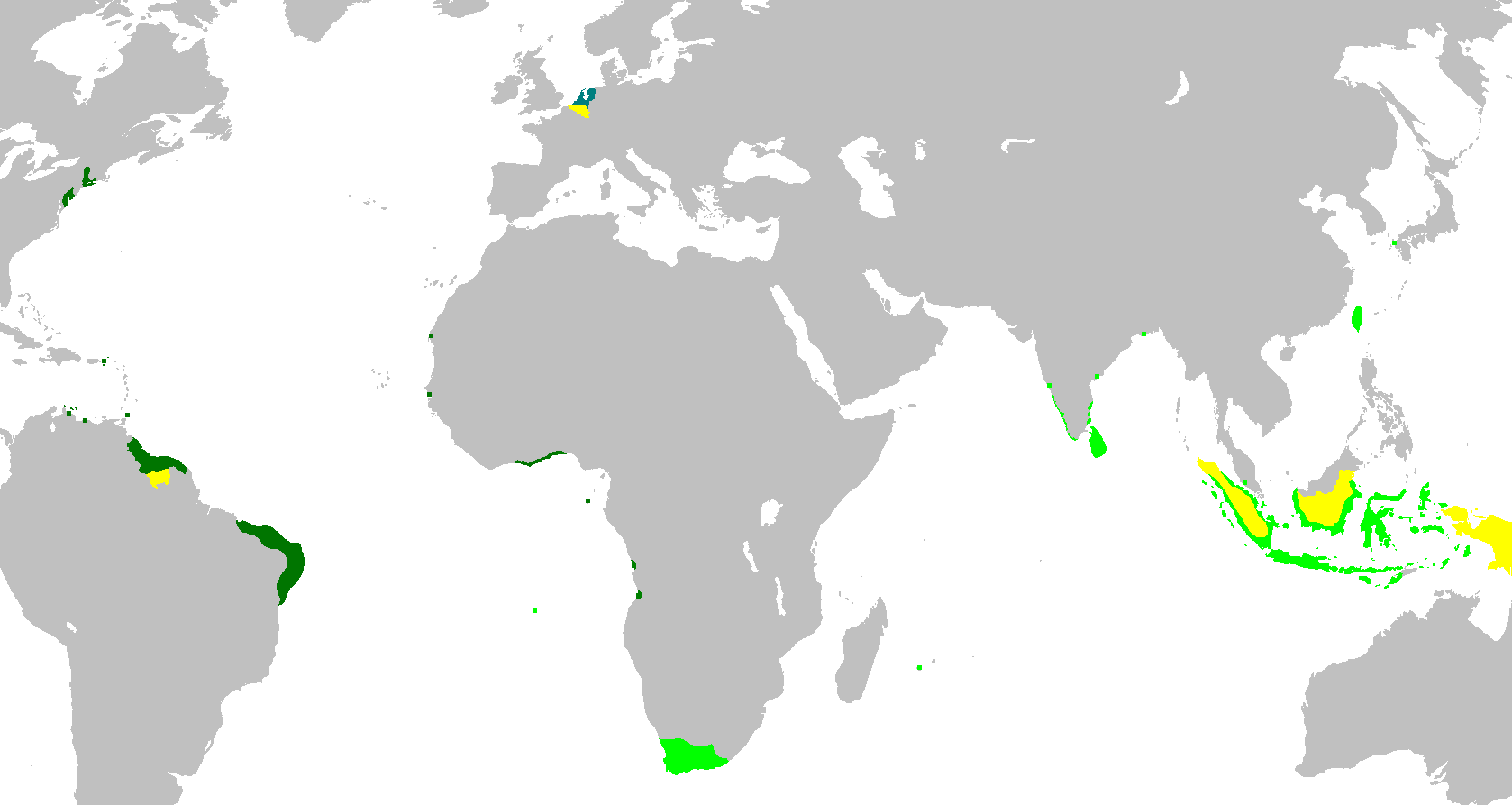
オランダ海上帝国の最大版図

オランダは早くから世界進出し、アジアとも関わりが深い。オランダによるジャワ島を中心とするオランダ領東インド支配においては、1825〜30年に起きた民衆反乱を弾圧したのち、「強制栽培制度」を1830年に実施した。これは、ジャワ農民に対し、土地の一定割合で稲作など食用の栽培を禁止し、コーヒーやサトウキビといったヨーロッパ輸出用の高級作物の栽培を強制する制度で、ナポレオン戦争後のオランダ本国がおかれた経済的苦境を、打破するためのものであった。この制度により、ジャワから強制栽培品を安く買い上げ転売したオランダは経済が好転、鉄道建設をはじめ、産業革命と近代化のための資本蓄積に成功した。
厳罰によって実施されたこの制度で、ジャワ農民は稲や麦という自給食料を失い、1843〜48年には飢饉に苦しみ多数の餓死者を出したと言われている。強制栽培制度は中断を伴い形を変えて20世紀まで続けられ、第二次世界大戦中の日本軍のオランダ領ジャワへの侵攻とその撤退後も解決されず、インドネシアとオランダとの独立戦争の終戦まで続いた。
オランダは東南アジアを長期にわたって植民地支配してきたが、その違法性をただす動きはほとんど見られず、植民地支配は当時の政治体制の一部として容認されていたという認識が一般的である。1995年にベアトリクスはインドネシアを訪問し、「植民地支配はお互いに恵みを与えた」とスピーチして、インドネシア人を憤慨させた。植民地支配への謝罪はなかったが、オランダ国内で批判されることはなかった。ウィム・コック首相は、2000年12月に、インドネシアに対して、植民地時代のオランダの行為に関して謝罪する用意があると表明したが、国内で嵐のような世論の反発にあい、謝罪は立ち消えとなり、元軍人団体は「謝罪は独立戦争の犠牲になったオランダ兵に対する侮辱である」と猛反発した。オランダは奴隷制に深く関与した国であるが、2001年のダーバン会議で、人種差別とアフリカの貧困の淵源には奴隷制と植民地主義があるとして「遺憾の念」を表明したが、賠償・補償の実施には至らず、奴隷制や植民地主義に対する責任として金銭を拠出するのはふさわしくないという立場を堅持し、代替として、経済支援を通じて、アフリカの雇用、健康、経済を支援することを主張した。ただし、オランダの対応は近年変化しているとも指摘され、2005年8月、インドネシア建国60周年記念にジャカルタを訪れたベン・ボット外務大臣は、日本軍降伏後に独立戦争に攻撃を加えたことに「遺憾の念」を表明したが、それ以上の植民地支配の違法性に踏み込み、法的責任として対処することは躊躇しており、国家賠償はしないものの未来志向の経済支援で事態を収めようとするやり方を堅持している。

## 政治

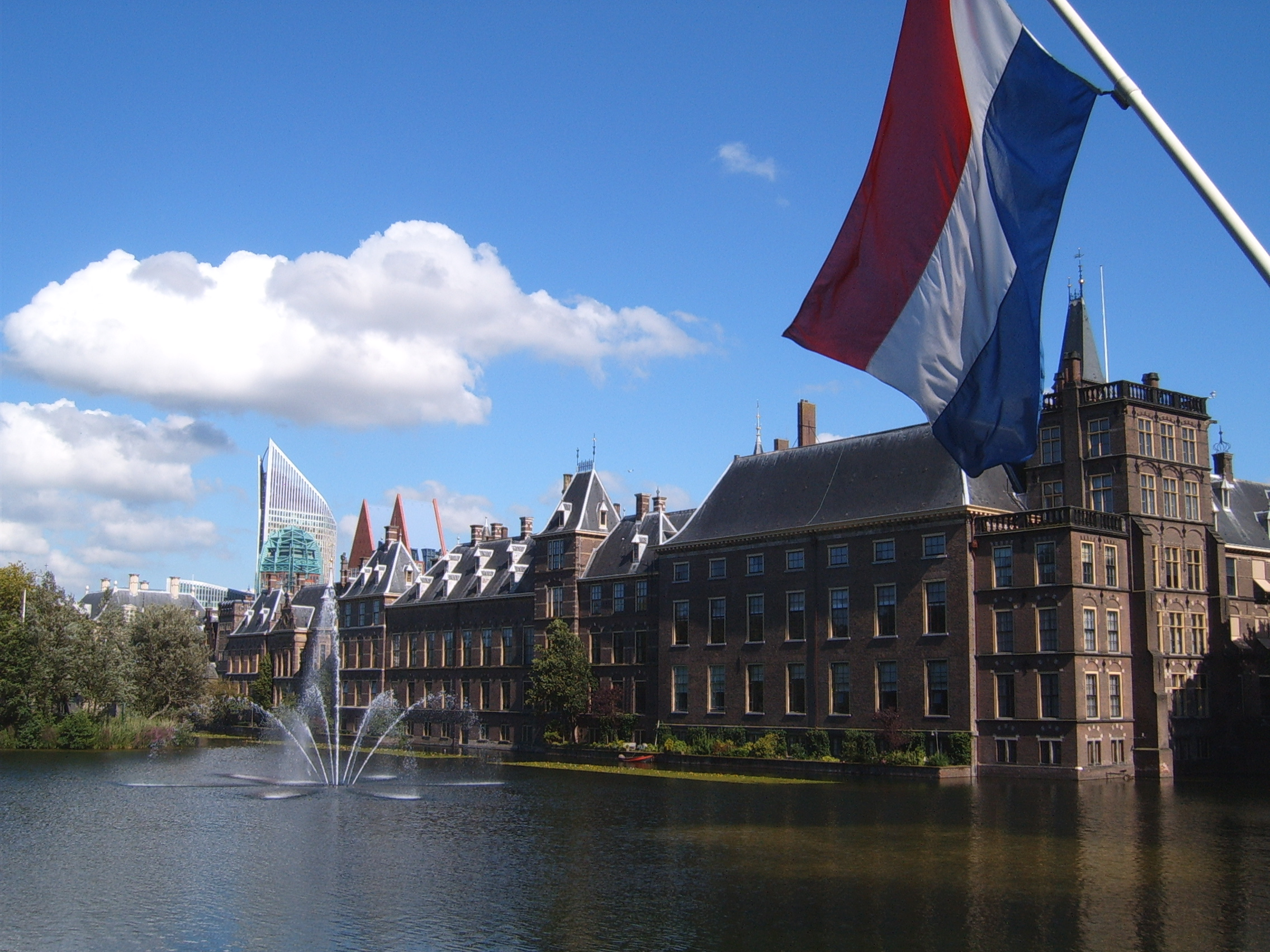
デン・ハーグの国会議事堂

政体は立憲君主制で、国家元首は2013年4月30日に即位したウィレム＝アレクサンダー。
議会であるスターテン・ヘネラールは二院制で、第二院150名、第一院75名から構成され、議院内閣制をとる。
「オランダの首相」も参照
第二次世界大戦後、オランダは寛容な国風を基に福祉国家を築きあげたが、1970年代のオイルショックの後は、「オランダ病」と呼ばれる不況と財政の悪化に苦しんだ。その対策として1982年にワッセナー合意が結ばれ、雇用の確保に努めながら企業の国際競争力の向上を図ったことで、1990年代には経済成長と失業率の低下が実現し、「オランダ・モデル」として注目を集めた。しかし、リーマン・ショックに端を発した経済危機を受けて、さらなる財政の緊縮が求められている。
2010年2月20日、キリスト教民主アピール、労働党とキリスト教同盟の3党連立から労働党が離脱したことで第4次バルケネンデ政権が崩壊した。これを受けて同年6月9日に第二院の総選挙が実施され、マルク・ルッテ率いる自由民主国民党が31議席を得て第1党となった。しかしながら複数の政党との間で協議が難航し、連立の枠組みがなかなか定まらなかった。最終的には21議席を得たキリスト教民主アピールと組み、同年10月14日にルッテを首班として、少数与党による中道右派連立政権を発足させることとなった。この連立政権は24議席を持つ極右政党の自由党の閣外協力を受けた。その後、2012年に再度総選挙が行われ、第1党を維持した自由民主国民党と第2党となった労働党との連立による第2次ルッテ内閣が成立した。
2021年12月13日、ルッテ首相率いる自由民主党など4党は2021年オランダ総選挙から約9カ月経過してようやく連立政権を組むことで合意した、選挙から合意までかかった日数は271日で、過去最長を記録した。
2023年7月、連立政権内で移民問題対応への合意が図れず、ルッテ首相は内閣総辞職を表明。11月22日に行われたオランダ総選挙では、「オランダのトランプ」と揶揄されるヘルト・ウィルダースが率いる自由党が37議席を獲得して第1党となり、ルッテ首相が所属する自由民主国民党は24議席にとどまって第3党となった。ウィルダースの首相就任は自身の過激な発言や詐欺疑惑によって難しくなり、連立4党の党首は内閣のメンバーにはならないことで合意。選挙から約半年後の2024年6月11日、自由党、自由民主国民党、新社会契約、農民市民運動の4党による連立交渉がまとまり、7月2日、無所属のディック・スホーフが首相に就任した。ウィルダースは移民厳格化を掲げており、治安機関トップを務めた経験のあるスホーフに白羽の矢が立った。約14年にわたって首相を務めたルッテは、NATO事務総長への就任が内定している。

## 国際関係
| 国・地域 | 肯定 | 否定 | どちらでもない | 肯定-否定 |
| -------- | ---- | ---- | -------------- | --------- |
| ロシア   | 10%  | 88%  | 2              | -78       |
| アメリカ | 32%  | 67%  | 1              | -35       |
| 中国     | 33%  | 62%  | 5              | -29       |
| イギリス | 66%  | 32%  | 2              | 34        |
| 日本     | 74%  | 19%  | 7              | 55        |
| フランス | 81%  | 16%  | 3              | 65        |
| 欧州連合 | 89%  | 10%  | 1              | 79        |
| ドイツ   | 95%  | 4%   | 1              | 91        |

欧州人権条約、ローマ法（国際刑事裁判所）、世界人権宣言、欧州拷問防止条約、欧州社会憲章など、関連するすべての国際人権文書に署名している。

### 日本との関係

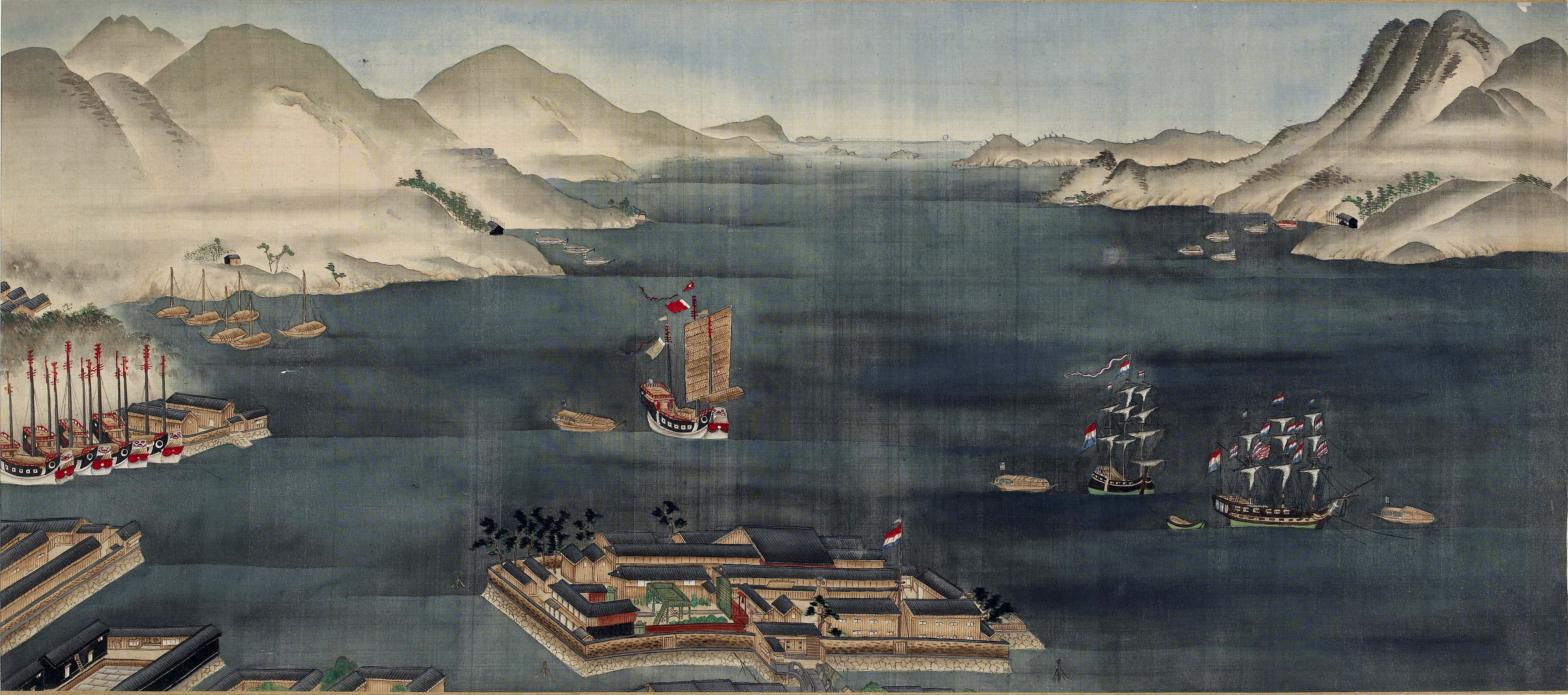
出島における日蘭貿易

オランダは、江戸時代の鎖国下においても長崎出島を通じて欧州諸国で唯一、日本と外交関係を維持した国である。当時オランダを通じてもたらされた学問・技術は蘭学と呼ばれた。
1844年7月29日（天保15年）、オランダは、オランダ国王の親書を軍艦で江戸幕府に届ける旨をあらかじめ商船船長のヒイトル・アオヘルト・ヒツキから江戸幕府に通知させたうえ、8月15日、軍艦の船長ハーエス・コープスからそれを届けさせた。親書は江戸幕府が鎖国を解くよう、またオランダ船やその船員、日本人に対する待遇を改善するよう求めたもので、美術品や地図、植物図鑑、天文学書などが付されていた。
また、1852年9月11日にはバタヴィア（ジャカルタ）の裁判官でオランダ貿易協会（オランダ東インド会社の後身）の出島オランダ商館の館長トンクル・キュルシュスが、老中阿部正弘の許可を得た長崎奉行に、国王の命によるバタヴィア提督からの親書を届けた。親書はアメリカ合衆国が蒸気船軍艦で訪日し日本に通商を求めるらしいという風説を伝えたうえ、戦争を避けるように希望するもので、開国・明治維新に向けての下地が準備、形成されることになった。
1873年（明治6年）には上述のとおり、岩倉使節団がオランダを訪問した。1912年には日蘭協会が発足した。
第二次世界大戦時、日本はオランダの植民地であった蘭印（現在のインドネシア）を攻略し占領した。このことが、第二次世界大戦後のインドネシア独立の大きな要因となって、オランダは重要な植民地を失い、また戦中のスマラン事件などの影響もあって、戦後は反日感情が強かった。戦後オランダ法廷は日本軍BC級戦犯に対し、アメリカ法廷・中国法廷を上回る236人に死刑判決を下した。これは連合国による対日裁判で最多の数となった。オランダはサンフランシスコ平和条約を締結し、その際に賠償請求権も放棄したが、のち賠償請求を続け、1956年には「オランダとの私的請求権解決に関する議定書（日蘭議定書）」において、ジャワで拘留された元捕虜や同国民間人に与えた損害（民間人の私的請求権）について日本から補償（見舞金36億円）を受けた。
その後も反日感情は残存し、1971年の昭和天皇オランダ歴訪の際には、在位中の昭和天皇はオランダ人にとって戦争犯罪人と見なされていたため市民から卵や魔法瓶を投げつけられるなどした。またベアトリクス女王が1986年に日本訪問の計画をした際には、議会と世論の反発で中止した。
昭和天皇崩御後の1991年10月、ベアトリクス女王は歴代オランダ元首として初めて日本を公式訪問。天皇が主催した晩餐会のスピーチでは第二次世界大戦時のインドネシアにおける自国民の犠牲について言及する一方、翌年3月に開業を控えていた長崎県のテーマパーク「ハウステンボス」にも言及し、蘭日関係の親善を強調した（女王は自らの居所であるハウステンボス宮殿の忠実な再現および同名の使用を許可）。2000年5月に日蘭修好400年を記念して実現した明仁天皇と美智子皇后（いずれも肩書は当時）のオランダ訪問では、明仁天皇が晩餐会の答辞でオランダ国民の犠牲に「深い心の痛み」を述べたことが元抑留者から評価され、オランダ国内の対日感情は好転した。1990年代より従軍慰安婦問題が世界レベルで議論された際には、日本政府はアジア女性基金により総額2億5,500万円の医療福祉支援を個人に対して実施した（2001年・償い事業1）。その後、2006年にはオランダは皇太子徳仁親王と同妃雅子ら一家の長期静養を受け入れるなど日蘭関係の友好面を見せたが、2007年7月にアメリカ合衆国下院121号決議が採択されると、オーストラリアに続いて、11月20日にオランダ下院慰安婦問題謝罪要求決議が採択。2008年8月、オランダ駐日大使のフィリップ・ヘルは参議院内集会にて「強制があったかどうかということなど問題ではない」と述べ、「日本政府が謝罪をするべきだ」と述べた。
オランダは対日貿易では赤字であり、2005年の貿易額は、日本からオランダへの輸出が1兆5,076億円、オランダから日本への輸入が2,439億円。2004年の直接投資は、日本からオランダが7,764億円、オランダから日本が3,164億円で、いずれもEU加盟国中第1位となっている。2019年の経済産業省の調査では、日本に拠点を置くオランダ企業の数は193社であり、アメリカ、ドイツ、中国各国企業に次ぎ、外資系企業として4番目の企業数となっている。
また、オランダではEU域外の者が働く場合、さまざまな労働許可の手続きが必要となるが、2014年12月24日、オランダ政府は1912年に締結された日蘭通商航海条約の最恵国待遇条項を根拠に、日本国籍を持つ者には「自由に労働が可能な居住許可」を交付することとなった。これにより、日本国籍の持ち主はオランダにおいて住民登録と、銀行口座を開設すれば、労働許可を申請しなくても働くことが可能となっていた。ただし、2016年6月20日、前述の最恵国待遇条項の根拠となったオランダ・スイス二国間条約（1875年）の解釈も見直され、2017年1月1日以降の労働にあたっては日本人でも通常の労働許可を得なければならないこととなった。
このような歴史的背景があるものの、欧州委員会が2018年12月10日に発表したデータによると、オランダ人の74％が日本に対して肯定的な見方をしているのに対し、否定的な見方は19％となっており、肯定的な見方の方が55％多い。

### 台湾との関係
オランダは日本と同様に台湾を統治した歴史があり、1624年から1662年まで台湾の一部または全部を統治していた。当時、オランダを含むヨーロッパ諸国はしばしば台湾を「フォルモサ」と呼んでいた。1980年、オランダは台湾に潜水艦を売却したが、これは中華人民共和国を唯一の中国代表とする考え方に反し、中華人民共和国からの断交を招き、3年後にはオランダ新政権が軍事兵器の売却を取りやめ、中華人民共和国がオランダとの国交を回復したというエピソードがある。オランダは基本的に二重国籍を認めていないが、いくつかの例外がある。例えば、オランダの旧植民地である台湾出身者がオランダに住み、5年後にオランダに帰化した場合、台湾はオランダでは国として認められていないため、オランダでの二重国籍が認められている。2023年の米ピュー研究所の調査によると、オランダでは台湾を肯定的に見る人が52％、否定的に見る人が35％で、肯定的に見る人の方が17％多かった。

### 中国との関係
日本、米国、オーストラリア、カナダ、スウェーデンとは異なり、オランダや調査対象となった他の欧州諸国では、中国との良好な関係を認める回答が多く、オランダの回答者の65％が、2022年にはオランダは中国と良好な関係を築いていると考えている。しかし、中国の人権施策、軍事力、経済競争、内政干渉のためか、西側諸国では中国に対する否定的な見方が優勢であり、オランダも例外ではなく、米ピュー研究所の2023年調査では、オランダの回答者の77％が中国に対して否定的な見方をしている。

## 軍事
オランダ軍は陸海空三軍および国家憲兵隊（オランダ王立保安隊）の4軍種からなる。2023年時点の人員は6万9,817名、2024年度の国防予算は214億ユーロ。冷戦期は徴兵制をとっていたが1996年に廃止され、現在は完全志願制の軍隊になっている。北大西洋条約機構に加盟しており、近年は欧州連合による地域紛争解決のための欧州連合部隊にも加わるなど、集団安全保障体制を構築している。また、アメリカとニュークリア・シェアリングをしており、独自の核戦力は保持していないが核抑止力を持っている。2023年のオランダの軍事化の度合いは2.08と評価されており、5段階評価で最も高い部類に入る。

## 地理

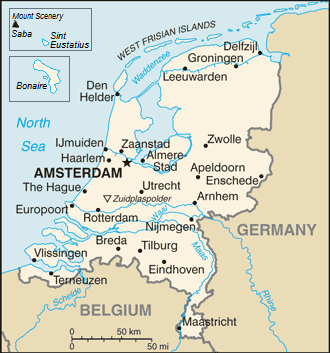
オランダの地図。中央の人工湖はアイセル湖、ワデン海との間をアフシュライトダイク（堤防）が遮っている。

オランダはライン川下流の低湿地帯に位置し、国土の多くをポルダーと呼ばれる干拓地が占める。国土の4分の1は海面下に位置するほか、国土の40%が農地である。ヨーロッパにおける最高地点はドイツのアーヘンに近い南端のファールス（Vaals）にあるファールス山（Vaalserberg）における322.5m。ドイツ、ベルギーとの三国国境点（Drielandenpunt）に近い公園内に最高地点を示す小さな塔が築かれている。2010年10月10日の憲法改正によってサバ島がオランダの特別自治体となったため、オランダ全域における最高地点はサバ島に存在するシーナリー山（877m）である。最低地点はロッテルダム北東のマイナス6.7mである。オランダの国土は海側から海岸沿いの砂丘部、ポルダー、東部の高地である。砂丘部は北海の高潮から国土を守る大切な働きをしている。干拓を行うと地面が低下していく。この現象は今（2010年代）も起きている。過去数世紀にわたり、一世紀当たり15〜20cmも低下していると考えられている。そして現在は海面水位が上昇するという温暖化の影響を受けている。
干拓計画
13世紀以来、干拓により平均して一世紀に350平方kmの割合で国土を広げてきた。1836年に大洪水が起こり、ハーレルマー湖が干拓され、スキポール空港が建設された。1927年、国土の中央よりいくぶん海よりに位置するゾイデル海を締め切り大堤防によって海から遮ることを目論んだゾイデル海開発計画が発動された。6年の工事の末、大堤防が完成、以来アイセル湖と呼ばれている。内部には4つの干拓地が設けられ、大阪府の面積に匹敵する1,650平方kmの耕地などが産まれた。多くの干拓地が島のように密集して存在することから、オランダは「千の島の国」（Het Rijk der duizend eilanden）と呼ばれていた。
治水
今日オランダの観光資源の一つとなっている風車は、15世紀以降、産業革命の影響によりその役目を終えるまで、主に干拓地の排水を目的に建てられていた。その後、1953年2月1日の満潮の日に980hPaの低気圧がオランダ南西部（主にゼーラント州）を覆った。4.5m以上の高潮が発生し、破壊されたダムの長さは延長500kmに及び、1,835人の犠牲者、家を破壊されたもの20万人というオランダ史上最大の洪水被害が生じた。オランダ政府は再発を防ぐため、1958年にデルタ法を制定し、ライン川、マース川、スヘルデ川河口部全域に防潮堤防・水門・可動堰等を設けるデルタ計画を明らかにし、1997年に工事を完遂した。なお、堤防・水門・堰・水路などの治水施設の運営や干拓地の管理水位の決定は、州や基礎自治体から独立した行政機関である水管理委員会によって行われている。
気候
オランダの気候は暖流の北大西洋海流の影響を受け、高緯度ながら温暖な西岸海洋性気候（Cfb）が広がる。季節による降水量の偏りはあまりなく、50mmから80mmの降水が毎月見られる。曇天が基調となる。北海からの風が強く、オランダはこの風を風力として長らく利用してきた。首都アムステルダムの年平均気温は9.7度、平均降水量は798.9mm。1月の平均気温は2.3度、7月は16.5度である。
都会
高度な技能を持つ外国人労働者は、都会的な雰囲気のある都心部に定住する傾向があり、高度な技能を持つ外国人労働者にとって、地域環境の特徴は、定住地を選択する際の重要な要素となっている。

## 地方行政区分
オランダ本土は12の州に分かれており、州はさらに441の基礎自治体（ヘメーンテ）に分かれている。また、カリブ海には海外領土（旧植民地）を持つ。これらはかつてオランダ領アンティルという枠組みであったが、現在は解体された。アルバ、キュラソー、シント・マールテンは、3つの自治領であり、それらに本土を加えた計4か国が対等な存在としてオランダ王国を構成する。また、ボネール島とシント・ユースタティウス島、およびサバ島は、3島あわせてBES諸島とも呼ばれ、ヘメーンテ相当の自治体として本土に組み込まれている。
BES諸島を除く本土の地方行政区分は以下の通り。

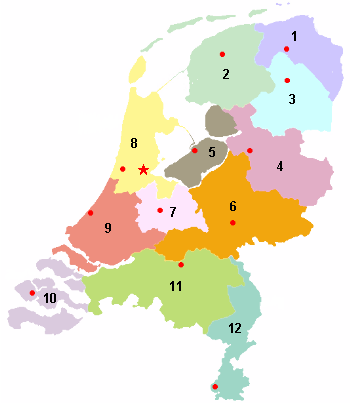
オランダ本土の州。州名は数字を、州都は丸印を参照。星印は首都アムステルダム。

オランダの州

| 名称                            | 人口(人)  | 州都/主府/本部                                    | 備考 |
| ------------------------------- | --------- | ------------------------------------------------- | ---- |
| ドレンテ州 Drenthe              | 493,682   | アッセン Assen                                    | 3    |
| フレヴォラント州 Flevoland      | 423,021   | レリスタット Lelystad                             | 5    |
| フリースラント州 Friesland      | 649,957   | レーワルデン Leeuwarden                           | 2    |
| ヘルダーラント州 Gelderland     | 2,085,952 | アーネム Arnhem                                   | 6    |
| フローニンゲン州 Groningen      | 585,866   | フローニンゲン Groningen                          | 1    |
| リンブルフ州 Limburg            | 1,117,201 | マーストリヒト Maastricht                         | 12   |
| 北ブラバント州 Noord-Brabant    | 2,562,955 | スヘルトーヘンボス（デン・ボス） 's-Hertogenbosch | 11   |
| 北ホラント州 Noord-Holland      | 2,879,527 | ハールレム Haarlem                                | 8    |
| オーファーアイセル州 Overijssel | 1,162,406 | ズヴォレ Zwolle                                   | 4    |
| ユトレヒト州 Utrecht            | 1,354,834 | ユトレヒト Utrecht                                | 7    |
| ゼーラント州 Zeeland            | 383,488   | ミデルブルフ Middelburg                           | 10   |
| 南ホラント州 Zuid-Holland       | 3,708,696 | デン・ハーグ Den Haag                             | 9    |

### 主要都市
2023年時点の人口上位10都市を列挙すると次のようになる。
| 基礎自治体名       | 所属州           | 人口（2023年） |
| ------------------ | ---------------- | -------------- |
| アムステルダム     | 北ホラント州     | 935,521        |
| ロッテルダム       | 南ホラント州     | 671,221        |
| デン・ハーグ       | 南ホラント州     | 565,817        |
| ユトレヒト         | ユトレヒト州     | 374,409        |
| アイントホーフェン | 北ブラバント州   | 246,581        |
| フローニンゲン     | フローニンゲン州 | 244,003        |
| ティルブルフ       | 北ブラバント州   | 229,940        |
| アルメレ           | フレヴォラント州 | 226,438        |
| ブレダ             | 北ブラバント州   | 188,277        |
| ナイメーヘン       | ヘルダーラント州 | 186,798        |

## 経済

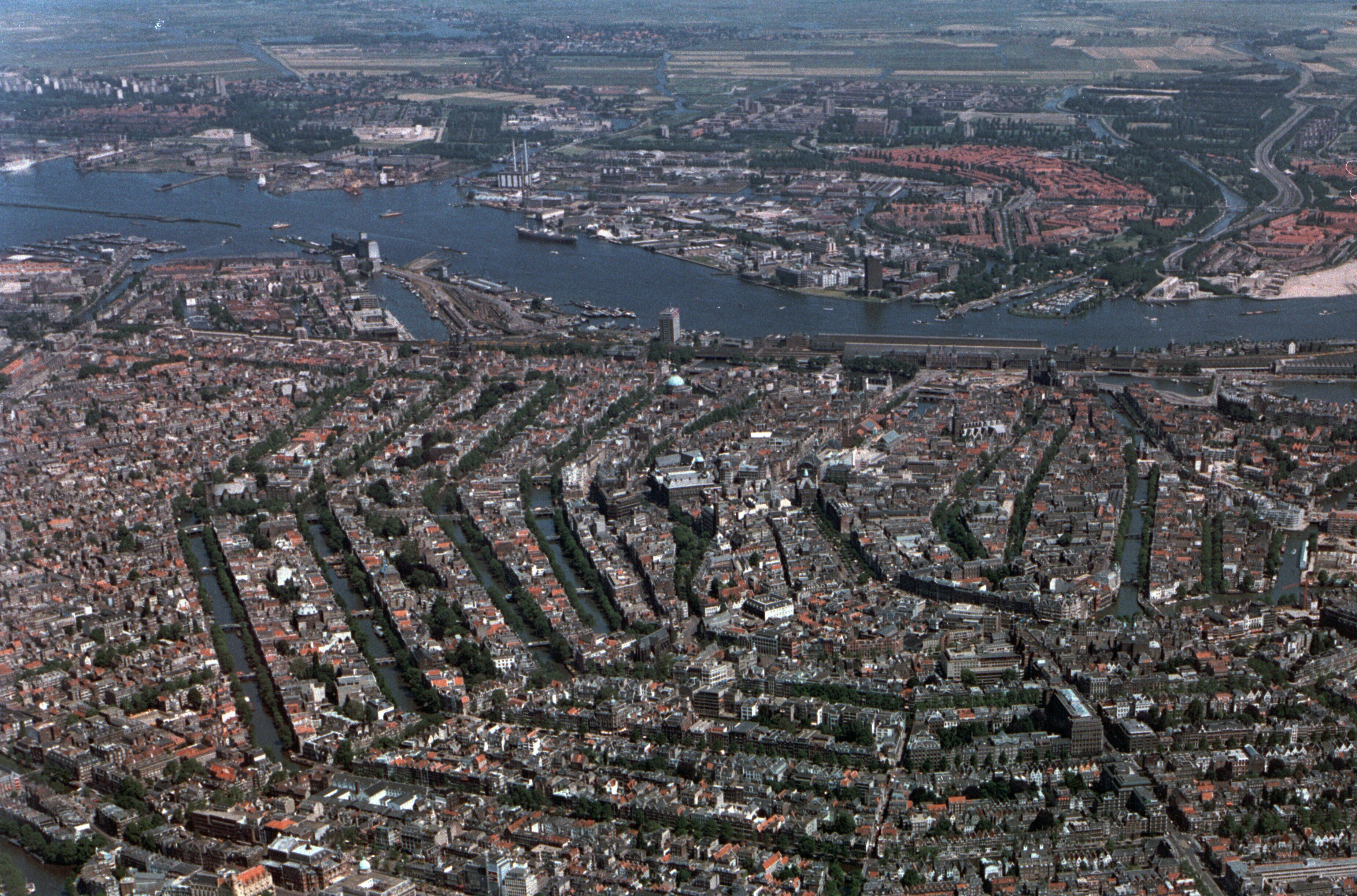
オランダ最大の経済都市であるアムステルダム。欧州有数の世界都市でもある。

2022年のオランダのGDPは約1兆102億ドルである。世界18位の経済規模であり、EU加盟国では5位である。また、同年の一人あたりのGDPは5万7,428ドルであり、世界的にも上位に位置する。日本も加盟する経済協力開発機構（OECD）によると、GDPよりも家計の状況をより正確に反映する物価に基づく一人当たり税引き可処分所得は、2022年に48,810米ドルで、オランダはOECD加盟国中6位、2021年には日本の約1.3倍となる。2018年のオランダの所得格差（ジニ係数）は0.295で、日本の0.334より低い。オランダより所得格差が低い国には、ノルウェー、スウェーデン、カナダなどがある。
オランダ経済は、1980年代以降に政府が取った開放経済政策により国際貿易を中心として発展してきた。最大の産業は金融・流通を中心としたサービス産業であり、全GDPの3分の2を占めている。アムステルダムにはユーロネクストの取引所であるアムステルダム証券取引所（AEX）が置かれている。また、ライン川の河口にあるロッテルダム港（ユーロポート）は欧州最大の港である。
事業を手がける場合には、各オプションについて賛否両論を比較検討し、メリットが上回れば、感情論は置いて決断する。こうした決断はオランダに限らず北欧のプロテスタント系の国々に見られる合理主義が徹底されている。その中でもオランダは、感情を超えて判断する以外にも禁止事項を避けることで、秩序を保つことに成功している経済大国と言えるだろう。成長の原動力となってきたのは、失業問題など貧富の格差は規制緩和の推進という欧米流の新自由主義路線を貫いてきたからだと言われている。
エネルギー・資源産業では、オランダは天然ガスの大生産地であり輸出国でもある。石油精製産業も重要であり、代表企業としてシェルが国内だけでなく、石油メジャーとして世界中でエネルギー資源開発を行っている。
製造業では、ASMLに代表される半導体産業、ハイネケンなどに代表される食品・家庭用品産業、フィリップスに代表される電器産業、アクゾノーベルやDSMに代表される化学産業が代表的な産業である。

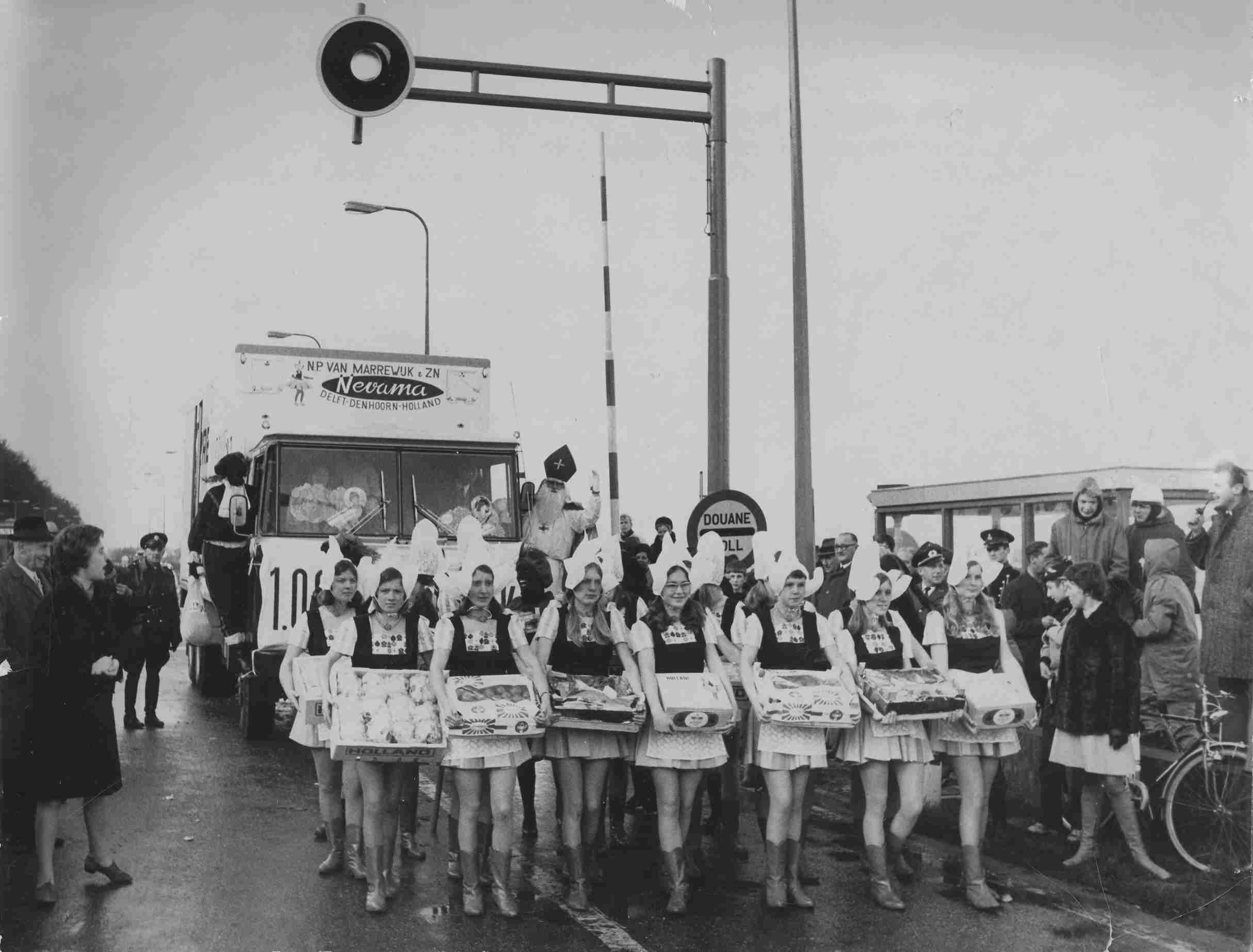
チーズ輸出のイメージガール「フラウ・アンチェ」

チューリップや野菜、チーズなどの乳製品で有名な農業分野は、非常に近代化されているが、国内経済に占める規模は21世紀の現在では数%に過ぎない。2014年には、麻薬取引や売春などのサービスもGNPに算入するようになったが、これらのサービスは0.4%に相当し、チーズの全消費量をやや上回る水準となっている。
貿易に関しては、ドイツが輸出入ともに最大の相手国である。ベルギー、フランス、イギリス、アメリカなどがそれに続いているが、近年は輸入相手国の第2位に中国が入っている。
税制では実効法人税率 が周辺諸国より低い約25.5%に抑えられており（フランスは33%、ドイツは29%）、海外からの企業誘致が進んでいる（たとえば日本は実効法人税率が約40%のため、多くの企業が研究開発や物流拠点などをオランダに移す動機ともなっている）。

### 経済動向
1970年代に、北海において天然ガスの資源開発が進んだ結果、オランダギルダーは増価（ギルダー高）し、国内産業は輸出競争力を大きく喪失した。一方で、潤沢な歳入を背景に政府支出は増大した。その後の資源価格低迷で、オランダには壊滅した産業と、莫大な財政赤字が残された（オランダ病）。そのため、1980年代前半には労働需給が急速に悪化。失業率は14%に達した。1983年、ワッセナー合意によりワークシェアリングが普及し始めてからは、失業率は次第に低下し、ほぼ完全雇用状態となった。2023年のオランダの失業率はOECD平均を下回る3.5%であるが、日本の2.6%よりは高い。
物価に関しては、オランダはOECDによって2022年の物価指数を100とされており、これはちょうどOECD平均に近いためである。統一通貨であるユーロを導入してからは、同じユーロ通貨圏であるフランスや、特にドイツに対しては、若干高物価である。OECDによると、2022年の物価指数はポルトガルが73、フランスが92、日本が92、ドイツが96、2023年10月の物価指数はオランダを100としてポルトガルが76、日本が81、ドイツが92、フランスが93となる。また、物価は急上昇している。その結果、オランダを含むOECD諸国ではインフレが話題となっている。貿易面では資源を大幅に輸入し、高度な工業製品を輸出する形態をとっており、ドイツが最大の貿易相手国である。

### 漁業
ニシン、タラ、サバなどの遠洋漁業が昔から盛んであったが、20世紀に入り漁法の近代化が遅れて衰退した。沿岸漁業はムール貝、カキ、エビおよび舌平目が中心である。

### 農業

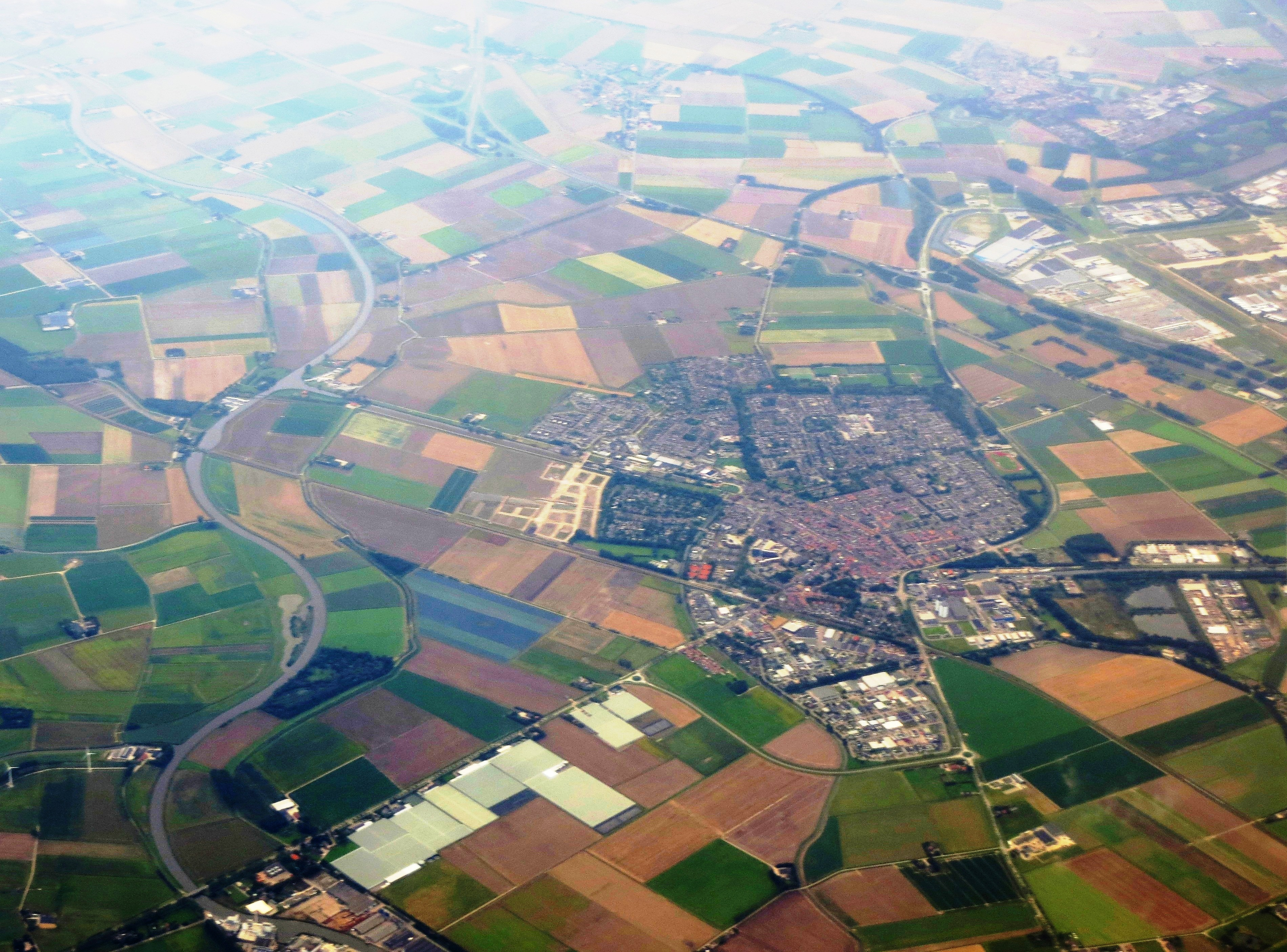
オランダの農地

農業は重要産業の一つであり、オランダはアメリカ合衆国に次ぎ世界第2位の農産物輸出国である。高度な集約化・機械化により農業の生産性は欧州連合諸国の中でも高く、農民の生活は総じて豊かである。オランダ農業の発展は、土壌本来の肥沃さよりも創意と労力に負うところが大きく、土地はむしろやせている。
主な農業地域はゼーラント州からフローニンゲン州に至る海岸地帯のポルダーで、海成重粘土からなる西南部と、フリースラント、フローニンゲン両州海岸部のポルダーでは良質の穀類と根菜類を産する。第二の新しい農業地域は干拓されたアイセル湖のポルダーで、多様な生産が行われている。南部は市場向け園芸農業が主であり、フリースラント州のポルダーはノールトホラント、ゾイトホラント両州に匹敵する畜産地域である。オランダ南部や東部の砂礫地は肥沃とはいえない土壌であるが、土地改良により1950年ごろまで耕地が大きく拡張されてきた。リンブルフ州南部は他の地域とまったく異なり肥沃なローム土壌で、耕地と牧草地が半々になっており、工業の発達に促されて酪農と市場向け園芸農業が盛んである。粘土地域の保有面積は平均40haであるが、100ha以上の農場も多い。旧泥炭地帯の経営面積は平均28haである。甜菜は砂糖用、飼料用ともに特に北部と南西部で作られている。加工農産物には北東部の旧泥炭地帯を中心とするボール紙があり、重要な輸出品となっている。1960年代の市場向け園芸農場面積は約14万haで、特にノールトホラント州とゾイトホラント州に多い。またアルクマール北部地域はキャベツ、ホールンとエンクホイゼンのアイでは果物と花の種子が専門である。また、チューリップをはじめとして花卉の生産がとても盛んである。オランダは世界の花市場の6割強を占めており、中でも世界最大規模の花卉卸売市場であるアールスメール花市場は4割もの占有率がある。果樹栽培は全国的に盛んであるが、リンブルフ州南部とヘルデルラント州およびユトレヒト州西部の河成粘土地域は牧場か果樹園が一番多い。牧畜は牛乳とその製品が主目的であるが、乳牛の飼育と輸出も多い。もっとも古い酪農中心地は北ホラント州と南ホラント州およびユトレヒト州西部である。豚には2種あり、国内向けにはオランダ肉用豚が、輸出用にはベーコン、ハム用豚が飼育されている。オランダの代表的なチーズにはゴーダチーズ、エダムチーズがある。
かつて政府が担っていた農家への普及指導業務は1990年代に民営化され、現在ではほとんどの農家が民間コンサルティング会社を利用している。最大手のデルフィー社は日本を含めて約50か国に進出している。

### エネルギー
オランダは天然ガスの世界第9位の産出国であり輸出国でもある。一方、石油や石炭は輸入している。一次エネルギー供給量の83%は国内生産で賄われている。
天然ガスは、EU諸国内で2番目（世界では9番目）の生産量であり、EU内での総生産量の約30%に達している。2005年の推計では50〜60兆立方フィートの埋蔵量があると言われており、世界全体の埋蔵量の0.9%を占めている。天然ガスは全生産量の3分の2を国内で消費し、残りを輸出している。この輸出量は世界第5位である。天然ガスのほとんどはフローニンゲン州で産出され、一部は北海ガス田で産出されている。フローニンゲンのガス田の権益はシェルとエクソンモービルが保有しており、この権益保有企業と国策企業のGasunieとEBNが採掘を行っている。
石油は北海油田で産出されているが国内需要量には届かないため、輸入が行われている。石炭は需要量のほぼ全量が輸入されている。石油小売のガソリンスタンドは、シェル、BP、TEXACO、ESSOなどが国内寡占状態である。
電力は主に火力発電と原子力発電により賄われている。年間の総発電量は93.8兆kWh（2007年）であり、そのうちの4%の4.1兆kWhが原子力発電（Borsseleに出力485MWeのPWR型発電所が1基ある。1973年建造）によるものである。火力発電は、主に天然ガスと石炭により行われている。近年、海上に大規模な風力発電施設が建設されるなど、再生可能エネルギーの利用も広く行われるようになってきているが、総発電量に占める割合は2.37%（2007年）と小さい。政府の目標としては2010年に再生可能エネルギーが総発電量に占める割合を10%にするという目標も存在している。
電力小売の分野では、1998年から段階的に始まった自由化が2007年で完了した。現在、一般家庭においても電力会社を選択することができる。配電電力会社の大手はEssent、Eneco、Nuonなどであり、これらの企業は同時に水道、ガス、スチームの供給も行っているため、一般家庭において自由自在に契約会社を変えるという状況が実際には起こってはいない。

### 工業
オランダの工業化は天然資源の欠乏のために遅れはしたが、19世紀半ば以後は成長を続けた。オランダは民間資本が豊富で、はじめは既存工業の技術向上に力点を置き、乳製品、マーガリン、ジャガイモ澱粉、ボール紙など農産物利用の工業を主としたが、その後、電気器具、ラジオ、合成繊維、機械部品のような、原料をほとんど必要としない工業に資本と研究を注ぐようになった。コークス製造、化学工業から鉄鋼業まで発達するにいたったのである。その一方では、人口の急増が目に見えており、戦後復興のためにはまず第一に工業化をいっそう進めることが必要になった。
オランダは鉱物資源が乏しいにもかかわらず、20世紀に入って金属工業を確立した。すず、アルミニウム、亜鉛の精錬も行われている。60年代の半ばには従業員50人以上の造船所の数は約100であったが、近年は船舶の建造より有利な石油化学工場の建設工事に切り替える傾向にある。機械工業の中心地はアイントホーヘンとナイメーヘンである。化学工業は最初は岩塩とコールタールに基礎を置いていたが、現在ではロッテルダム地区、ヘレーン、テルノーゼンを中心とする石油化学工業がもっとも重要になっている。
代表的な製造業としては製鉄、機械、電気機器、造船、航空機などの金属工業が第一に挙げられ、これについで食品加工業、化学工業があげられる。航空機産業ではフォッカー社が小規模ながら健在で、短中距離用民間航空機フレンドシップ機を製造し、新機種の開発も進めている。
オランダの製造業はこれまでフィリップス、AKUレーヨン、DAFトラック、ASMLなどの大会社のほかは、多数の中小企業があるという状態であった。政府の経済政策による新工業化にもっとも寄与したのはフィリップス社で、約20の都市に新工場を建設した。
食品工業は、近年停滞気味の輸出の牽引力として有力視されている。ビールで有名なハイネケン、カクテルに使用されるリキュールやスピリッツの製造メーカーとして知られるボルスやデ・カイパーの本拠地はオランダである。

## 交通

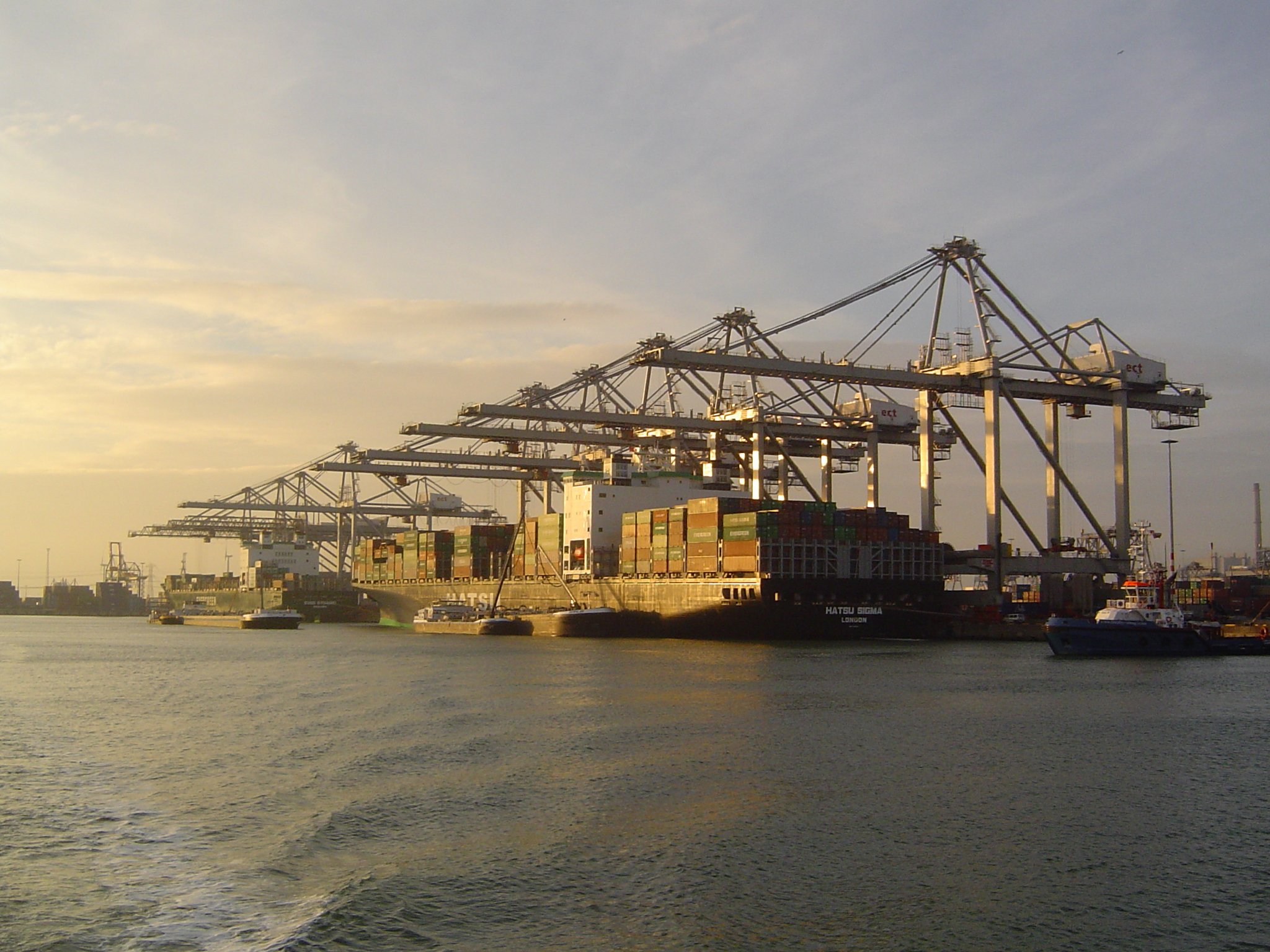
ロッテルダム港

オランダはヨーロッパの交通の要衝にあたっており、運輸・通信部門は早い時期から近代化されている。欧州連合の海の玄関口ともいわれるユーロポート港が、ライン川の河口（ロッテルダム）にある。ロッテルダム港には石油精製コンビナートがあり、港に運び込まれる原油はコンビナートを通過し、パイプラインで周辺諸国に輸送されている。
主要空港であり物流拠点でもあるアムステルダム・スキポール空港は、2005年には91か国の260都市へ直行便を持っている。また格安航空は南部のアイントホーフェン空港を主な発着拠点としている。
道路は欧州自動車道路の高規格道路によりドイツ、ベルギーなどの隣接国と直結しており、フランス北部からドイツ北部を経由してポーランド方面への主要輸送ルートの一部ともなっているが、長距離トラックは2時間毎の休憩などドライバー保護の規制があるため、オランダ通過時の休憩で貨物が遅延することがある。これら高規格道路（高速道路）の通行料金は現在のところ無料で、最高速度は120km/hである。
鉄道はオランダ鉄道が都市間輸送や貨物輸送を担っており、貨物輸送ではロッテルダムからドイツのルール地方への貨物専用鉄道が2007年に完成している（ドイツ側は依然工事中）。旅客輸送ではフランスのパリから最高速度300km/hの高速列車タリスが、ドイツのフランクフルトから高速列車ICEがアムステルダム中央駅まで直通している。
国内の都市間鉄道網は欧州でも随一の利便性を誇り、アムステルダムやユトレヒトやロッテルダムなどの主要都市間では10〜20分ごとのパターンダイヤとなっている。都市内や郊外を結んでいるメトロ、トラム、バスはオランダ国内で同一の運賃支払いシステムを採用しており、公営・民営を問わず同じ回数券やICカードが利用でき、オランダの生活のためのつきものでもある。
自転車交通も重要な手段の一つで、都市内外を問わず、ほぼすべての幹線道路に自転車専用レーンが設置されており、自転車と小型のバイクが走行する。自転車道がない場合も自転車で歩道を走行することは禁止されている。歩行者は「歩道がない場合」は自転車専用道路を歩くことができる。自転車道の総延長はおよそ15,000kmで、人口と自転車の台数がほぼ等しく、自転車保有率は世界一。
なお、シェンゲン条約により周辺国との国境では国境審査や税関検査などは通常行われていないため、国境通過による時間的ロスは存在しない。
交通事故全体の死亡率は、2022年には人口100万人当たり4.21件となり、日本の2.57件を上回る。

## 国民

人口ピラミッド

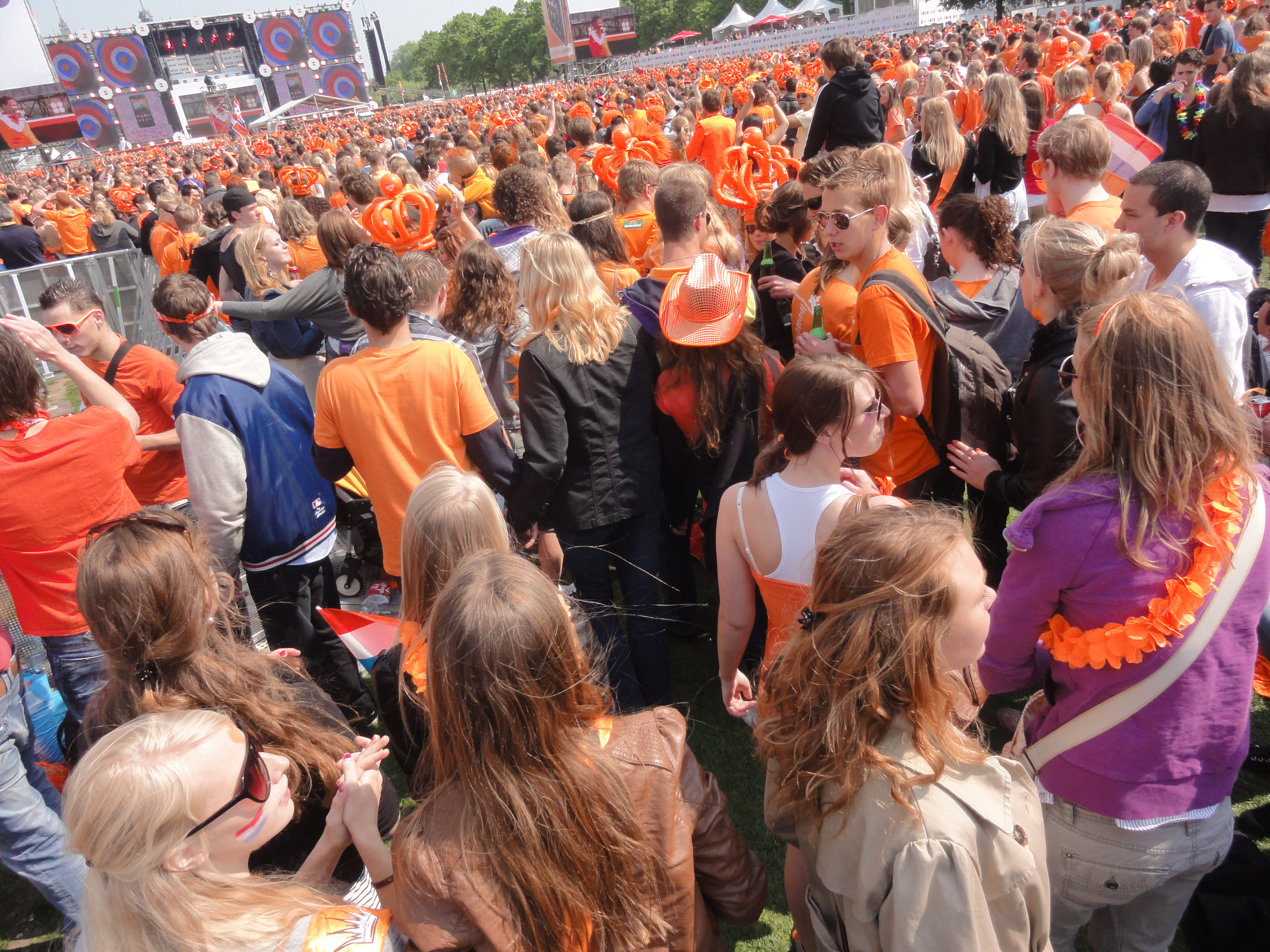
国王誕生日（当時女王誕生日）を祝うアムステルダムの人々

住民はゲルマン系のオランダ人が83%で、それ以外が17%である。オランダ人以外としては、トルコ人、モロッコ人、あるいは旧植民地（台湾、アンティル諸島、スリナム、インドネシアなど）からの移民などがいる。
国土の大部分が平地であるため、人口密度は高いが比較的広々としている（420人/km2、2020年時点）。人口は東京都と栃木県を足したくらいで、その人口が、関東平野全体に広がったイメージである。
中央統計局（CBS, Centraal Bureau voor de Statistiek）が1999年に発表した資料 によると、オランダの全居住者の平均身長は173.5cmであり、男性平均180cm、女性平均は男性よりも13cm低いとある。

### 言語
公用語はオランダ語。フリースラント州ではフリジア語（実際には一方言の西フリジア語）も公用語として認められている。識字率は99%で、国民の4分の3は2か国語を話すことができ、44%は3か国語を、12%は4か国語を話すことができるとされる。英語のほか、フランス語やドイツ語などを話す人が多い。

### 婚姻
結婚の際には、夫も妻も、そのままの姓で結婚すること（夫婦別姓）も、配偶者の姓に変更すること（同姓）も、配偶者の姓の後に自己の姓を後置すること（複合性）も可能である。子供はどちらの姓でも構わないが、同じ両親の子の名はいずれも同じ姓としなければならない。
なお、2001年より同性同士の結婚が認められている。

### 人名
オランダでは前置詞 「van」（ファン）を含んだ姓（Achternaam）が多く見られる。vanは英語のofあるいはfromの意味を持ち、出身地を示すが、現代ではもとの意味はほとんど失われている。英語圏で見られるようなミドルネームは持たない。複数の個人名（Voornaam）を持つこともあるが、日常的に用いるのはそのうちの一つだけであり、ほとんどの場合はファーストネームを使う。そのため大部分の人はファーストネーム・姓の組み合わせで広く知られることになるが、フルネームでもっともよく認識されている場合もある。貴族の家系ではHuyssen van Kattendijkeなどの複合姓を持つこともあり、この場合、Huyssenはファーストネームではない。騎士に対応する称号としてはridderが知られる。
ファーストネームが複雑な場合には省略した通称で呼ばれることもあり、たとえばHieronymuschが通称Jeroenなどとなる。大きな契約や結婚、IDカードなど以外には通称を用いるのが普通である。複数の個人名を持っている場合、通称も複数個からなるものを用いることがある。

### 宗教
現在のオランダ国民は世界でもっとも宗教に関心がない国民の一つとされる。過去にスペインを本拠とするハプスブルク家の領土、オランダ改革派の台頭、インドネシア占領を経験して、2015年の統計では国民の50.1％が宗教に関心がない、43.8％がクリスチャンで（23.7％がカトリック、15.5％がオランダ・プロテスタント教会Protestantse Kerk in Nederland、残りその他）、4.9％がイスラーム、残りがその他の宗教という状態であった。
一方で日曜日を安息日とするキリスト教の思想は労働法制や国民性に影響を与えている。

### 教育
オランダでは、憲法に「教育の三つの自由」という考え方があり、200人の生徒を集めれば、法律に違反しない限り、どのような学校を作ってもよい。このように、オランダでは、学校単位で広い権限が与えられているため、一概にオランダ全土の教育の特徴を一言で語ることは難しい。厳格な教育を特徴とする学校もあれば、宗教色を全面に出す学校、自由度の高い教育を特徴とする学校もある。12歳の段階で、CITOテストという全国規模での学力テストが実施され、その時点での成績に応じて進学先を決めることになる。

### 保健
オランダにおいてはユニバーサルヘルスケアが達成され、強制保険システムとなっており、医療保険は民間企業が引受けている。
2016年にオランダは、どの国が欧州において最高の医療システムを持っているかを調査する欧州保健消費者指数（Euro Health Consumer Index, EHCI）において、1,000点中の916点を獲得し1位となった。2005年以降のEHCIにおいては毎年ベスト3を保ち、評価項目の48つにおいては、欧州37か国において6年間トップでありつづけた。

## 社会

### 多文化社会
オランダは元々柱状化社会であり、これはオランダ社会の秩序維持の象徴だった。柱状化社会とは、19世紀に形成された宗教を基盤にしたサブ・カルチャーに始まるもので、宗教、階級、言語を基盤とした複数のサブ・カルチャーに分割された多元主義社会であり、オランダ、ベルギー、スイス、オーストリアの中欧四カ国の政治社会体制の特徴であった。
柱状化社会は、近代化に伴い伝統社会が揺らぐ中で、19世紀に教会がブルジョアジーの自由主義に由来する「反権威主義」、社会主義の登場（なかでも 1848年革命）による「社会主義的な労働運動の進展」という「悪影響」から信者を守ろうと、独自に信者の組織化を試みたことに始まり、カトリック派（カトリック人民党）、カルヴァン派（反革命党）、世俗自由主義（自由党）、社会主義（労働党）という4つの柱に収斂した。これらの集団が柱のように並立して縦割り社会を形成して平和的に共存し、各柱はそれぞれ、メディア（新聞、放送）、学校、労働組合、スポーツ・社交団体等を持っており、人々は所属する柱のなかで一生を完結することができた。オランダは従来、多文化主義に基づく「寛容の王国」と見られてきた。
1960年代に都市化と社会移動が急速に進み、宗教に対する世俗化の波が柱の存在意義を脅かし、柱状化社会は次第に崩れ、現在ではすでに解体してしまったといわれる。1970年代には労働力不足を補うために移民が増加し、やがてイスラームが外国人労働者の主流となり、彼らは柱状化社会が残した信教・教育の自由といった基本原則や仕組みに支えられ、柱（集団）を形成していった。1990年代から移民2世、3世の失業と社会的不適応の問題が深刻化し、労働、教育政策などの社会統合政策の強化といった対策が行われてはいたが、2004年にイスラーム社会を糾弾してきた映画監督テオ・ファン・ゴッホが移民2世の青年に暗殺される事件等を経て、国内でもオランダ・モデルへの批判が強まった。

### 労働市場

OECD各国の雇用者におけるパートタイマー割合（%）

ワッセナー合意を経た結果、同国はパートタイム大国であり、労働者の3人に1人がパートタイム労働者となった。法的に同一労働同一賃金が義務づけられ、フルタイムとパートタイムを自由に切り替えることができる。労働者の権利保護が強く、トラックドライバーの時間規制は国内を通過する他国のトラックにも影響を与えている。

### サイバーセキュリティ
オランダ政府はサイバーセキュリティを重要視しており、2023年にサイバーセキュリティ相談窓口を開設した。2024年10月には、各組織におけるインターネットの脆弱性に関する私的な警告が発せられる予定である。

### 法律
オランダでは成人として正式に認められる年齢が18歳からとなっている。また、刑法第240b条に従い、実写風の架空児童ポルノへのアクセスや所持などは違法である。2010年のある事件では、コンピュータで作成された問題の画像を閲覧したあと、裁判所は、実写風でない仮想児童ポルノ画像は刑法に該当しないとの意見を述べた。

## 治安
経済平和研究所によると、2024年の世界平和度指数でオランダは世界第18位であり、第17位の日本と比較すると、客観的・世界的に見て平和のレベルは大差ない。
テロに関しては2019年3月にユトレヒト市内のトラム車内において銃撃事件が発生したほか、最近でもテロを計画したとされる者が逮捕されたなどの報告が挙げられている。最近では、右翼の過激派によるテロの脅威も懸念されている。

### 人権
同国における人権は憲法で成文化されている。また、性役割は1970年代は「男は仕事、女は家庭」だったが、その後は変化し女性も労働市場へ参加するようになっている。労働者の権利が強力に保証されており、公務員にもデモの権利が与えられている。
移民受け入れで有名なオランダだが、オランダ人もまた他国へ移住することが多い。特に言語、文化などで共通点が多く、税金などがオランダに比べて安い隣国のドイツへ移住することが多い。同じEUということもあり、ドイツへの移住は気軽に行われている。
非明示的で微妙な差別は、明示的な差別よりもはるかに有害で深刻な結果をもたらす可能性があるためか、オランダ政府は非明示的で微妙な差別への対応に特に力を入れている。また、有色人種に対する差別は比較的まれであると考えられている。2023年の欧州連合の統計によると、オランダは欧州連合の中で、有色人種に対する親や同僚としての差別意識が最も低い。また、2019年のオランダは有色人種に対する雇用差別に関してフランスやスウェーデンよりも低いという質の高い統計文献分析もある。
他者の人権の受け入れ、汚職の少なさ、情報の自由な流れ、良好なビジネス環境、高いレベルの人的資本、資源の公平な配分、十分に機能する政府、および近隣諸国との良好な関係によって決まる2024年の積極的平和指数で世界第9位を獲得した。特に、「近隣諸国との良好な関係の構築」については、オランダが2022年の世界第1位となっている。

### 安楽死
オランダでは、安楽死が認められている。安楽死に関しては2001年に合法化されて以降「地域安楽死審査委員会」が設立されており、峻厳な審査の下で安楽死を決定する事が可能となっているが、数多くの問題を抱えている一面もある。
同国では自立して生きることを第一に考えている人間が多く、「成人となった息子や娘は親の家から独立し、個人として自己決定権を行使し自由に生活をするのが常識」ともされていて、そこから成人した子供は自然と親の家を放れるために「年老いた親と同居して世話をする」習慣は基本的にない。それにより「他人に依存するよりは自分で生命を終わらせたい」と考えている人間の割合が高く、自立した生活ができなくなると安楽死を自ら望んで選ぶケースが多い。
だが、当事者の意思の有無の確認を徹底し切れていなかったり、認知症などの意思表示が困難な人に適用してしまうなど、訴訟へ発展するほどのトラブルが発生している点から、安楽死へ対する観方はますます厳しいものとなって行き、今後も議論の対象になる事が予想される。

## マスコミ

### 通信・放送
インターネット接続の普及率は欧州諸国内で最高の約80%（2005年12月〜2006年1月欧州委員会調査。欧州平均は約40%）に達している。国内ほとんどすべての地域でDSLとケーブルインターネットの高速接続が利用でき、高速接続の普及率は31.9%（2006年、OECD調査）とデンマークに続いて2位であり、日本の20.2%より高い水準にある。DSLとケーブルインターネットのシェア割合は60:40であり、FTTHの普及率はそれほど高くなく、国内最大のプロバイダはKPNである。都市部では公衆無線LANによるインターネット接続サービスも行われている。また、国際銀行間通信協会のオペレーションセンターを抱えている。他方、2011年デジノター事件によりその安全性が問題となった過去を持つ。
携帯電話は国内すべての地域でGSM網（GPRS接続含む）が、大都市およびその近郊で3G網が利用できる。日本のNTTドコモとau、ソフトバンクの携帯電話は、オランダ国内でローミング接続を利用することが可能である（GSM網は対応した携帯電話端末のみ）。最大の通信事業者はKPN Mobileであり、そのほかT-モバイル、ボーダフォンが国内でサービスを行っている。
テレビとラジオの放送は、公共放送局（3つのテレビ局と5つのラジオネットワークを共有）と、いくつかの商用チャンネルによって提供されている。民間放送はかつて1980年代後半まで禁止されていた。地上波テレビ放送は2006年にデジタル化が完了している。高画質放送（HDTV放送）はあまり行われておらず、標準画質放送（SDTV放送）がほとんどを占めている。放送方式は欧州共通のDVB-T方式で、日本の独自仕様であるISDB方式とは互換性がない。また、衛星放送も普及しており、オランダ向けの放送だけでなく、西欧・東欧・旧ソ連・中近東の放送も視聴可能である（日本のNHKや民放を再送信しているJSTVを、衛星放送の一つであるHotBirdを通じて視聴することもできる）。

## 文化

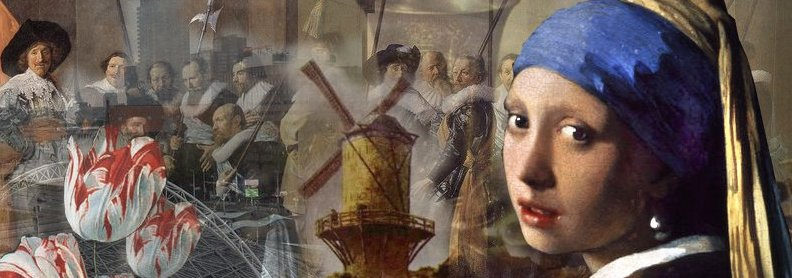
オランダ文化の象徴とアイコン

### 世界遺産
オランダ国内には、ユネスコの世界遺産リストに登録された文化遺産が9件、自然遺産が1件存在する。

### 祝祭日
| 日付              | 日本語表記           | オランダ語表記  | 備考 |
| ----------------- | -------------------- | --------------- | --- |
| 1月1日            | 元日                 | Nieuwjaar       | |
| 3月か4月          | 復活祭               | Pasen           | 変動あり、復活祭の日曜と翌日の月曜の2日間にわたって祝う。 |
| 4月27日           | 王の日               | Koningsdag      | 国王の誕生日。2013年までは「女王の日」（Koninginnedag）で4月30日。もともとはユリアナ女王の誕生日を祝う日であったが、ベアトリクス女王になっても引き継がれた。2013年、男性のウィレム＝アレクサンダー国王が即位したため「王の日」になり日付も変更。4月27日が日曜の場合は26日を祝日とする。 |
| 5月4日            | 戦没者記念日         | Dodenherdenking | 祝日ではない。 第二次世界大戦以来の戦没者・戦争犠牲者を想う。 |
| 5月5日            | 解放記念日           | Bevrijdingsdag  | 1945年にドイツ軍の占領から解放されたことを祝う。 |
| 復活祭から40日後  | 主の昇天             | Hemelvaartsdag  | 復活祭に伴って変動。 |
| 復活祭から7週間後 | 聖霊降臨             | Pinksteren      | 復活祭に伴って変動。日曜と翌日の月曜の2日間にわたって祝う。 |
| 12月5日           | シント・ニクラース祭 | Sinterklaas     | 祝日ではない。 サンタクロースの基で、子供たちにプレゼントをあげる。 |
| 12月25日、26日    | クリスマス           | Kerstmis        | 2日間にわたって祝う。 |

### スポーツ
オランダで行われた国際大会としては、1928年に夏季オリンピックのアムステルダム大会、1980年に夏季パラリンピックのアーネム大会が開催された。2000年にはサッカーのUEFA EURO 2000がベルギーとの共催によって開かれた。2021年には欧州11か国で分散開催されたUEFA EURO 2020のうちの5試合がアムステルダムにあるヨハン・クライフ・アレナで行われた。
サッカー
オランダ国内でも他のヨーロッパ諸国同様に、サッカーが最も人気のスポーツとなっており、競技人口は100万人でありオランダの競技の中では最も多い。1956年にはプロサッカーリーグのエールディヴィジが創設された。UEFAチャンピオンズリーグでは、同国のクラブとしてアヤックスが4度、フェイエノールトとPSVが1度ずつ優勝を果たしている。また、クラブの世界王者を決める大会であるクラブワールドカップの前進となるインターコンチネンタルカップをアヤックスが2度、フェイエノールトが1度優勝している。
オランダサッカー協会（KNBV）によって構成されるサッカーオランダ代表は、FIFAワールドカップには11度出場しており1974年大会、1978年大会、2010年大会と3度準優勝に輝いている。さらにUEFA欧州選手権には10度出場しており、1988年大会では悲願の初優勝を遂げた。UEFAネーションズリーグでは、初代大会の2018-19シーズンに準優勝の成績を収めている。
ウォーキング
ナイメーヘン市では、世界一の歴史と規模を誇る「ナイメーヘン国際フォーデーマーチ」が、毎年7月中旬にスポーツ振興と健康増進の目的で開催される。 参加者は毎日、年齢グループと性別により定められ、30キロ、40キロ、50キロの距離を歩く。大会4日間を通して既定の距離を完歩した参加者には、オランダ王家公認の記章メダルであるフォーデーマーチ十字 (Vierdaagsekruis) が授与される。参加者はほとんどが一般市民であるが、北大西洋条約機構加盟国の軍など総勢数千人の軍からの参加者や、日本などインターナショナルマーチングリーグ (IML) 加盟国からも参加している。なお、世界第二位のウォーキング大会は、埼玉県・東松山市で開催される「日本スリーデーマーチ」(IML加盟) である。

## 著名な出身者
- 哲学者
  - デジデリウス・エラスムス
  - バールーフ・デ・スピノザ
- 画家
  - ファン・ホーイェン
  - ヤン・ステーン
  - レンブラント・ファン・レイン
  - ヨハネス・フェルメール
  - フィンセント・ファン・ゴッホ
  - ピート・モンドリアン
  - ディック・ブルーナ
  - マウリッツ・エッシャー
  - フランス・ハルス
- 建築家
  - ヘンドリク・ペトルス・ベルラーヘ
  - ヘリット・リートフェルト
  - コーネリアス・ファン・エーステレン
  - マルト・スタム
  - レム・コールハース
- クラシック音楽
  - ネーデルラント楽派
  - ヨハン・ワーヘナール
  - ウィレム・メンゲルベルク
  - パウル・ファン・ケンペン
  - エドゥアルト・ファン・ベイヌム
  - ベルナルト・ハイティンク
  - エド・デ・ワールト
  - グスタフ・レオンハルト
  - フランス・ブリュッヘン
  - トン・コープマン
- ポピュラー音楽
  - ゴールデン・イヤリング
  - アヌーク
  - アントワーヌ・ボイガー
  - エドワード・ヴァン・ヘイレン
  - ハンス・ダルファー
  - キャンディ・ダルファー
  - エイドリアン・ヴァンデンバーグ
  - フォーカス
  - テイス・ヴァン・レール
  - ヤン・アッカーマン
  - ショッキング・ブルー
  - マリスカ・ヴェレス
  - リック・ヴァン・ダー・リンデン
  - スーパーシスター
  - フィンチ
  - アース・アンド・ファイアー
  - カヤック
  - ヴァレンシア
  - ヴァレンタイン
  - マイケル・オーメン
  - アーミン・ヴァン・ビューレン
  - ティエスト
  - フェリー・コーステン
  - マーティン・ギャリックス
  - マーティン・ハーケンス
  - W&W
- 絵本作家
  - ディック・ブルーナ
- その他
  - ヤン・デ・ボン
  - ポール・バーホーベン
  - アンネ・フランク
  - ファン・ドールン
  - レム・コールハース
  - エドガー・ダイクストラ
  - ヘンリー・ヒュースケン
  - ヤン・ヨーステン
  - マタ・ハリ
  - ウジェーヌ・デュボワ
  - ヘンリ・ルイス・ビショフスハイム（英語版）[113]